# Meno (Oklahoma)
Meno es un pueblo ubicado en el condado de Major en el estado estadounidense de Oklahoma. En el año 2010 tenía una población de 235 habitantes y una densidad poblacional de 470 personas por km².

## Geografía
Meno se encuentra ubicado en las coordenadas 36°23′20″N 98°10′39″O / 36.38889, -98.17750 (36.388970, -98.177493).

## Demografía
Según la Oficina del Censo en 2000 los ingresos medios por hogar en la localidad eran de $32,750 y los ingresos medios por familia eran $35,000. Los hombres tenían unos ingresos medios de $30,500 frente a los $19,688 para las mujeres. La renta per cápita para la localidad era de $20,697. Alrededor del 1.7% de la población estaban por debajo del umbral de pobreza.